# Aude Biannic
Aude Biannic   (Landerneau, 27 de març de 1991) és una ciclista francesa, professional des del 2013 i actualment a l'equip Movistar. Combina la pista amb les curses en carretera.

## Palmarès en carretera
- 2008
  -  Campiona de França júnior en ruta
- 2009
  - 1a a la Copa de França júnior
- 2010
  -  Campiona de França sub-23 en contrarellotge
- 2011
  - 1a al Tour del Charente Marítim i vencedora d'una etapa
- 2009
  - 1a a la Copa de França sub-23
- 2013
  - Vencedora d'una etapa al Giro de Toscana-Memorial Michela Fanini
- 2016
  - 1a al Clàssic femení de Vienne Poitou-Charentes
- 2018
  -  Campiona de França en ruta
  - Vencedora d'una etapa a la Volta a Bèlgica

### Resultats a les Grans Voltes

#### Giro d'Itàlia
- 2013: 45a posició
- 2016: 80a posició
- 2017: 75a posició
- 2018: 71a posició
- 2019: 71a posició
- 2020: 66a posició
- 2021: 68a posició
- 2022: 106a posició
- 2023: 104a posició
- 2025: 68a posició

#### Tour de França
- 2022: 94a posició
- 2023: 84a posició
- 2025: 77a posició

## Palmarès en pista
- 2011
  -  Campiona de França en persecució
- 2012
  -  Campiona de França en persecució
  -  Campiona de França en persecució per equips
- 2015
  -  Campiona de França en persecució per equips